# Beste Gelegenheit zum Sterben (Buch)

Buchumschlag der Erstausgabe von 1989.

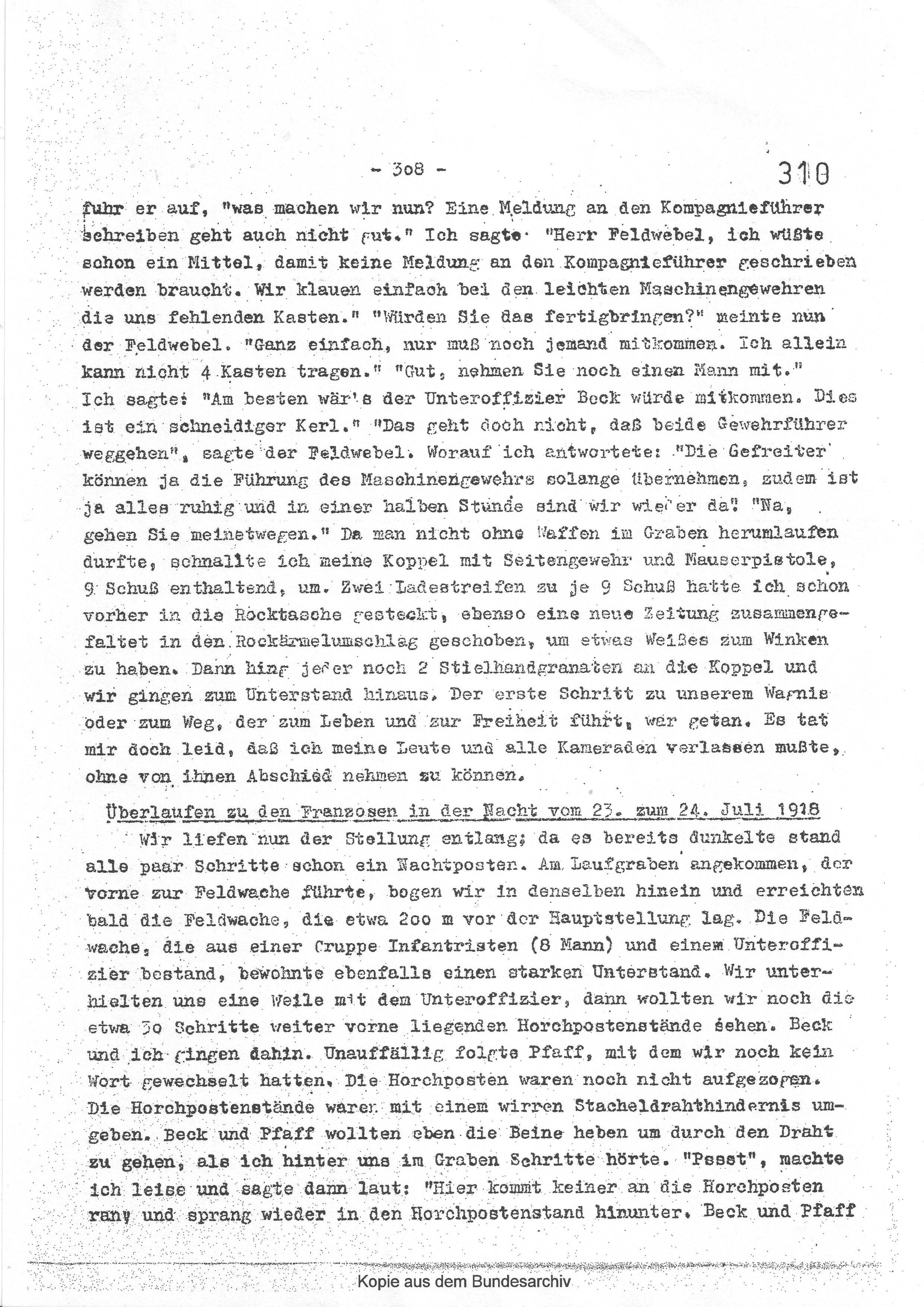
Eine Seite aus der Schreibmaschinenabschrift

Beste Gelegenheit zum Sterben. Meine Erlebnisse im Kriege 1914–1918 ist der Titel der 1989 postum veröffentlichten deutschen Ausgabe der autobiografischen Kriegserinnerungen des elsässischen Unteroffiziers Dominik Richert (1893–1977). In ihnen schildert Richert den Zeitraum vom 16. Oktober 1913, als er zum deutschen Militär eingezogen wurde, bis zur Nacht vom 23. auf den 24. Juli 1918, als er zu den Franzosen überlief, detailliert fast fünf Jahre Kriegserlebnisse an West- und Ostfronten des Ersten Weltkriegs mit all ihrer Unmenschlichkeit und Grausamkeit.

## Entstehung und Wiederentdeckung
Richert schrieb seine Kriegserinnerungen als Vermächtnis an seine Nachkommen in den Wintermonaten nach dem Krieg in deutscher Sprache nieder. Er benutzte dafür neun Quarthefte, die er in gestochen scharfer Kurrentschrift beschrieb. Nachdem er die Arbeit an seinen Erinnerungen beendet hatte, verwahrte er die Schreibhefte in einer Schublade auf dem Dachboden seines Hauses.
1943 wurde der inzwischen 50-jährige Richert zusammen mit seiner Frau zur Zwangsarbeit in die Pfalz deportiert. Anfang der 1960er Jahre entdeckte ein junger französischer Student, ein Freund der Familie, die schriftstellerische Qualität des Manuskripts und übertrug die für Ungeübte schwierig lesbare Schrift mit einer Schreibmaschine in eine leicht lesbare Form. Die beabsichtigte anschließende Veröffentlichung, bei der auch Heinrich Böll eingeschaltet wurde, stieß aber bei etablierten Verlagen auf Desinteresse. So gelangte das 337 Seiten umfassende Typoskript über Umwege in das Bundesarchiv-Militärarchiv nach Freiburg, wo es Mitte der 1980er Jahre der Doktorand der Neuen Geschichte Bernd Ulrich entdeckte. Zusammen mit der Rundfunkjournalistin Angelika Tramitz, die den Verfasser, die Herkunft und den Hintergrund recherchierte, brachten die beiden das geringfügig gekürzte Werk 1989 im Knesebeck Verlag erstmals als Buch heraus. 1992 produzierte das Bayerische Fernsehen einen Dokumentarfilm über den Inhalt. 1994 folgte die Veröffentlichung der französischen Übersetzung beim Verlag La Nuée Bleue in Straßburg und 2012 die Veröffentlichung der englischen Übersetzung bei Pen and Sword in Barnsley.

## Titel
Dominik Richert selbst hat seine Aufzeichnungen, die er wohl nie als ein Buch verstanden hat, mit keinem Titel bedacht, sondern benannte sie Meine Erlebnisse im Kriege 1914–18. Der Titel der deutschen Buchausgabe ist ein Zitat aus seinen Aufzeichnungen. Als er am 1. Juli 1915 auf einem Hügel die russischen Schanzarbeiten an der Solota Lypa, einem Fluss in der westlichen Ukraine beobachtete, kommentierte er dies mit den Worten „Da gab’s sicher wieder etwas zu stürmen, die beste Gelegenheit zum Sterben.“ Der Titel wurde von den anderssprachigen Ausgaben nicht übernommen.

## Inhalt
Den Kriegsausbruch empfand Richert als bedrückend und er ließ sich weder durch die Euphorie der Massen noch durch die Kriegspropaganda zum „Singen“ ermutigen:

„Mir war es absolut nicht ums Singen, denn sofort dachte ich, daß man im Kriege nichts so gut wie totgeschossen werden kann. […] Meine Vaterlandsliebe war nicht so groß und der Gedanke, den sogenannten Heldentod zu sterben, erfüllte mich mit Grauen. […] Ich glaube nicht, daß einer an das Vaterland oder an sonstigen patriotischen Schwindel dachte. Die Sorge um das eigene Leben drängte alles andere in den Hintergrund.“

Entsprechend beschreibt er in seinen Aufzeichnungen ungeschönt die Kriegsgräuel, den massenhaften, sinnlosen Tod, den Hunger und die Entbehrungen. Richert demaskierte den Krieg, dem er sich bei jeder Gelegenheit zu entziehen versuchte. Der Entmenschlichung des Soldaten und seiner Instrumentalisierung für das Kriegsziel hielt Richert Humanität entgegen. Seine radikale Abwertung des patriotischen Soldatenbildes, das er als Schwindel bezeichnete, lässt sein Werk in krassen Gegensatz zum heroischen Pathos anderer Kriegsberichte treten. Er hatte Skrupel, auf fliehende Feinde zu schießen und bezeichnete Soldaten, die wehrlose Verwundete erstachen oder erschossen, als „Ungeheuer“. Diese Einstellung ließ ihn ein Feindbild, das ihn zur Tötung des Gegners trieb, erst gar nicht entwickeln. Er betrachtete den gegnerischen Soldaten nicht als Feind, sondern als „[…] die armen, unschuldigen, aus ihrer Heimat gerissenen Opfer des europäischen Militarismus“. Damit stellte sich für ihn die Kriegsschuldfrage erst gar nicht. Schuld waren für ihn die militaristischen Staatsführungen in Europa; der Soldat, als Angehöriger des einfachen Volkes, war das Opfer. Dominik Richert lehnte sich während des Krieges nie aktiv, im Sinne einer Gehorsamsverweigerung gegen die militärische Führung auf. So blieb Richert seiner Heimat, dem Elsass weiterhin verbunden, dem sowohl das deutsche wie das französische Element historisch vertraut geblieben war und der sich daher die Deutsch-französische Erbfeindschaft nie zu eigen machen konnte, weil es in einem solchen Konflikt nichts zu gewinnen hatte. Daher stand er dem gesamten Kriegsereignis auch distanziert gegenüber. Zu einem vorgesetzten Leutnant, der ihn im dritten Kriegsjahr wegen seiner Gleichgültigkeit über den Kriegsausgang getadelt hatte, antwortete Richert lakonisch pointiert:

„Herr Leutnant, der Krieg kann enden, wie er will: Wenn ich das Kriegsende erlebe, bin ich immer bei den Siegern. […] Ich bin Elsässer. Gewinnt Deutschland, bleibt das Elsaß deutsch, und wir befinden uns bei den Siegern. Gewinnen die Franzosen, dann wird das Elsaß französisch und wir befinden uns wieder bei den Siegern!“

Trotz seiner Desertion blieb Richert weiterhin in der Stammrolle seines ersten Regiments unter der Nummer 113 in seiner Lebensstellung als „Ackerer“ verzeichnet.

## Rezeption
- 1994 erschien die französische Ausgabe Cahiers d’un survivant. Un soldat dans l’Europe en guerre 1914–1918 und 2012 die englische unter dem Titel The Kaiser’s Reluctant Conscript. My experiences in the War 1914–1918.
- Die Aufzeichnungen Richerts wurden 1992[12] unter der Regie von Rudolf Sporrer als Dokumentarfilm mit dem Titel Beste Gelegenheit zum Sterben für den Bayerischen Rundfunk produziert.
- In einer Analyse zu den Aufzeichnungen schreibt Marty Cédric, dass sich Richert in einer besonderen Situation befand. Einerseits war er gebürtiger Elsässer und andererseits fühlte er sich als deutscher Soldat, wenngleich er wohl keine wirkliche Vaterlandsliebe für Deutschland empfand. Trotzdem bezeichnete er in seinen Aufzeichnungen die Franzosen eindeutig als Feinde und Gegner. Als Richert im Juli 1918 beschloss, zu den Franzosen überzulaufen, war seine elsässische Abstammung von Vorteil. Richert betonte, dass er nur übergelaufen war, um sein eigenes Leben zu retten. Die Aufzeichnungen geben ein authentisches Bild vom Leben an der Front. Die Soldaten litten unter den Folgen von Regen, Schlamm, Kälte, wurden von Parasiten wie Läusen befallen und litten zudem unter Hunger, Durst und Müdigkeit.[13]
- Rémy Cazals stellt in seinem Bericht Deux fantassins de la Grande Guerre: Louis Barthas et Dominik Richert einen Vergleich mit Louis Barthas an, der im Krieg in der französischen Armee diente und ebenfalls seine Erlebnisse aufzeichnete.[14]
- Wolfram Wette stützte sich bei der Recherche für sein 1998 erschienenes Buch Der Krieg des kleinen Mannes. Eine Militärgeschichte von unten ebenfalls auf diese Aufzeichnungen und gibt die Worte des Elsässer Bauern Dominik Richert wie folgt wieder:

„Der gewöhnliche Soldat hat ja nichts weiter zu tun als zu hungern, hurra zu schreien, sich von Läusen quälen und sich fürs ‚heißgeliebte Vaterland‘ totschießen zu lassen.“

## Ausgaben
In der deutschen Ausgabe wurden einige Passagen des Manuskripts weggelassen und ganze Kapitel fehlen (beispielsweise: Die Offensive gegen die Bolschewisten-Besetzung der baltischen Provinzen Livland und Estland). Das Buch endet, als Richert in der Nacht vom 23. auf den 24. Juli 1918 zu den Franzosen überläuft. Damit enden aber nicht Richerts Originalaufzeichnungen, die sich bis zum November 1918 fortsetzen. Indirekt wird darüber nur noch sporadisch im Nachwort der deutschen Ausgabe berichtet. Warum diese Stellen nicht wiedergegeben werden, bleibt unbeantwortet. Jedoch wird im Nachwort angedeutet, dass, nachdem Richert den europäischen Militarismus gebrandmarkt hat, hier auch das eine oder andere schlechte Urteil über die französischen Bedingungen fällt. In ähnlicher Weise fällt die französische Ausgabe aus. Lediglich die englische Ausgabe gibt Dominik Richerts Kriegserinnerungen ungekürzt wieder.  2018 veröffentlichte die Familie das Manuskript mit den ausgelassenen Teilen unter dem Titel „Die Kriegsbücher von Dominik Richert, Bauer aus St Ulrich Elsaß 1914–1918“ nach der Studie von Ulrich Richert, dem Sohn von Dominik Richert. Die ausgelassenen Teile wurden dort durch eckige Klammern gekennzeichnet
- Beste Gelegenheit zum Sterben. Meine Erlebnisse im Kriege 1914–1918. Hrsg. v. Bernd Ulrich und Angelika Tramitz, Knesebeck München 1989, ISBN 3-926901-15-2.
- Cahiers d’un survivant. Un soldat dans l’Europe en guerre 1914–1918. Aus dem Deutschen übersetzt von Marc Schublin, la Nuée Bleue, Strasbourg 1994, ISBN 2-7165-0302-8.
- The Kaiser’s Reluctant Conscript. My experiences in the War 1914–1918. Aus dem Deutschen übersetzt von David Carrick Sutherland, Pen & Sword, Barnsley, South Yorkshire 2012, ISBN 978-1-78159-033-1.
- Die Kriegsbücher von Dominik Richert, Bauer aus St Ulrich Elsaß 1914–1918. ISBN 978-2-9565862-2-7.
- Лучшая возможность умереть de Dominik Richert (Dominik Richert) (russische Ausgabe) ISBN 978-2-9565862-5-8.